# 鐵金剛勇破海底城
《007：海底城》（英語：The Spy Who Loved Me），是第10部占士·邦系列影片。

## 劇情
世界首富史登堡為了征服世界，滿足野心，建造一座「海底城」，並攔截英蘇核子潛艇，用艦上的核子彈頭企圖摧毀美國、蘇聯兩大強國，在英國軍情六處的頂尖情報員詹姆士·龐德（代號007）的智取勇攻下，展開了一場鬥智鬥狠的生死之戰……

## 演員
- 羅渣·摩亞
- 芭芭拉·貝芝
- Curt Jurgens
- Richard Kiel
- 卡羅琳·門若
- 勞勃·布朗

## 拍攝地點
- 奧地利
- 英國
- 埃及
- 義大利

## 主題曲
由卡莉賽門（Carly Simon）演唱的「Nobody does it better」

## 得獎紀錄
- 本片在第50屆奧斯卡金像獎提名最佳藝術指導、原創音樂、原創歌曲三項大獎。

## 延伸阅读
- Wood, Christopher. . Twenty First Century Publishers. 2006. ISBN 1904433537.

## 外部連結
- MGM's official site for the film （页面存档备份，存于）
- 互联网电影数据库（IMDb）上《鐵金剛勇破海底城》的资料（英文）
- 爛番茄上《鐵金剛勇破海底城》的資料（英文）
- 豆瓣电影上《鐵金剛勇破海底城》的資料 （简体中文）
- Box Office Mojo上《鐵金剛勇破海底城》的資料（英文）
- AllMovie上《鐵金剛勇破海底城》的资料（英文）
- 时光网上《鐵金剛勇破海底城》的資料（简体中文）